# 1203-as busz
Az 1203-as jelzésű autóbusz egy országos autóbuszjárat volt, amely Budapestet kötötte össze Tapolcával. Útvonalhossza 183,1 km volt, menetideje 3 óra 27 perc (207 perc) volt. A járatra kiegészítő jegy vásárlása kötelező volt.
Munkanapokon egy járat szállította az utasokat.
A 2017. szeptember 1-jei menetrend módosításokkal  a Volánbusz Zrt. megszüntette az autóbuszvonalat.

## Megállóhelyei
| 0  | Budapest, Népliget autóbusz-pályaudvar végállomás          | 1 254E 607, 608, 626, 627, 628, 629, 630, 631, 632, 633, 635, 636, 654, 655, 660, 661, 705 1080, 1081, 1082, 1085, 1087, 1088, 1090, 1092, 1093, 1094, 1100, 1101, 1110, 1113, 1120, 1121, 1125, 1131, 1134, 1136, 1163, 1173, 1174, 1175, 1176, 1177, 1183, 1184, 1185, 1188, 1190, 1193, 1194, 1201, 1202, 1204, 1205, 1212, 1224, 1229, 1230, 1240, 1242, 1243, 1244, 1251, 1253, 1256, 1257, 1268, 1269, 1520 | Népliget autóbusz-pályaudvar Népliget Planetárium, Groupama Aréna |
| 1  | Budapest, Petőfi híd, budai hídfő                          | 4, 6 153, 154B 918 1173, 1174, 1175, 1176, 1177, 1183, 1184, 1185, 1188, 1190, 1193, 1194, 1201, 1202, 1204, 1212, 1224, 1229, 1230, 1240, 1242, 1243, 1244, 1251, 1253, 1269 |                                                                   |
| 2  | Budapest, Újbuda-központ                                   | 4 33, 53, 58, 150, 154, 154B 918, 973 1173, 1174, 1175, 1176, 1177, 1183, 1184, 1185, 1188, 1190, 1193, 1194, 1201, 1202, 1204, 1212, 1224, 1229, 1230, 1240, 1242, 1243, 1244, 1251, 1253, 1269 |                                                                   |
| 3  | Budapest, Sasadi út                                        | 8E, 40, 40B, 40E, 53, 87, 88, 88B, 108E, 139, 140, 140A, 142, 150, 153, 154, 154B, 172, 172B, 173, 187, 188E, 240 908, 940, 941, 972, 972B 731, 760, 762, 763, 778 1173, 1174, 1175, 1176, 1177, 1183, 1184, 1185, 1188, 1190, 1193, 1194, 1201, 1202, 1204, 1212, 1224, 1229, 1230, 1240, 1242, 1243, 1244, 1251, 1253, 1256, 1269                                                                               |                                                                   |
| 4  | Balatonakarattya, vasútállomás lejáró út                   | 1190, 1201, 1230, 1462, 1510, 1513, 1564, 1593, 1731, 1740, 1742, 1844 7321, 7322, 7323, 7324, 7325, 7329, 7602 személyvonat, sebesvonat, Katica sebesvonat, gyorsvonat, Tekergő gyorsvonat | Balatonakarattya megállóhely                                      |
| 5  | Balatonakarattya, üdülő                                    | 1190, 1201, 1230, 1510, 1513, 1593, 1740, 1844 7321, 7322, 7323, 7324, 7329, 7602 |                                                                   |
| 6  | Balatonkenese, Újtelep                                     | 1190, 1201, 1230, 1593 7321, 7322, 7323, 7324, 7602 |                                                                   |
| 7  | Balatonkenese, vasútállomás                                | 1190, 1201, 1230, 1462, 1510, 1513, 1564, 1592, 1593, 1731, 1740, 1742, 1844 7321, 7322, 7323, 7324, 7325, 7329, 7602 személyvonat, sebesvonat, Katica sebesvonat, gyorsvonat, Tekergő gyorsvonat | Balatonkenese vasútállomás                                        |
| 8  | Balatonfűzfő, vasútállomás                                 | 1, 2, 5, 6 1190, 1201, 1230, 1462, 1513, 1564, 1592, 1593, 1731, 1740, 1844 7320, 7321, 7322, 7323, 7324, 7325, 7329, 7534, 7602 személyvonat, sebesvonat, Katica sebesvonat, gyorsvonat, Tekergő gyorsvonat | Balatonfűzfő vasútállomás                                         |
| 9  | Balatonfűzfő, Csebere, 71. sz. út                          | 1190, 1201, 1202, 1513, 1731 7325, 7326, 7328, 7332, 7333, 7600, 7602, 7653 |                                                                   |
| 10 | Balatonalmádi, Bauxitkutató Vállalat bejárati út           | 1190, 1201, 1202, 1731 7326, 7328, 7333, 7600, 7602, 7653 |                                                                   |
| 11 | Balatonalmádi, autóbusz-állomás                            | 1190, 1201, 1202, 1462, 1513, 1529, 1626, 1728, 1731, 1844 7325, 7326, 7328, 7333, 7335, 7341, 7600, 7602, 7653, 7654 |                                                                   |
| 12 | Káptalanfüred, vasúti megállóhely bejárati út              | 1190, 1201, 1202, 1529, 1626, 1728, 1844 7335, 7653, 7654 személyvonat, sebesvonat, Katica sebesvonat | Káptalanfüred megállóhely                                         |
| 13 | Alsóörs, autóbusz-állomás                                  | 1190, 1201, 1202, 1513, 1529, 1626, 1728, 1844 7342, 7653, 7654 személyvonat, sebesvonat, Katica sebesvonat, gyorsvonat, Tekergő gyorsvonat | Alsóörs vasútállomás                                              |
| 14 | Paloznak, bejárati út                                      | 1190, 1201, 1202, 1626, 1728, 1844 7653, 7654 |                                                                   |
| 15 | Csopak, vasúti megállóhely                                 | 1190, 1201, 1202, 1513, 1529, 1626, 1708, 1728, 1735, 1844 7350, 7351, 7358, 7363, 7653, 7654, 7804 személyvonat, sebesvonat, Katica sebesvonat | Csopak megállóhely                                                |
| 16 | Balatonfüred, Balatonarács, vasúti megállóhely bejárati út | 3, 4, 6, 7 1190, 1201, 1202, 1513, 1626, 1629, 1630, 1708, 1709, 1722, 1723, 1728, 1735, 1844, 1853 7345, 7348, 7350, 7351, 7352, 7357, 7358, 7363, 7653, 7654, 7804 személyvonat, sebesvonat, Katica sebesvonat | Balatonarács megállóhely                                          |
| 17 | Balatonfüred, Arany Csillag Szálló                         | 3, 4, 6, 7 1190, 1202, 1513, 1529, 1626, 1629, 1630, 1708, 1709, 1722, 1723, 1728, 1735, 1808, 1844, 1853 7345, 7348, 7350, 7351, 7352, 7357, 7358, 7363, 7653, 7654, 7804 |                                                                   |
| 18 | Balatonfüred, autóbusz-állomás                             | 1, 1B, 2, 2B, 3, 4, 5, 6, 7 1190, 1201, 1202, 1513, 1529, 1626, 1629, 1630, 1708, 1709, 1722, 1723, 1728, 1735, 1808, 1844, 1853 7345, 7346, 7348, 7350, 7351, 7352, 7353, 7357, 7358, 7363, 7364, 7653, 7654, 7661, 7671, 7673, 7675, 7682, 7686, 7804 személyvonat, sebesvonat, Katica sebesvonat, Kék Hullám sebesvonat, gyorsvonat, Tekergő gyorsvonat                                                        | Balatonfüred vasútállomás                                         |
| 19 | Balatonfüred, camping bejárati út                          | 1190, 1626, 1630, 1709 7351, 7356, 7357, 7661, 7671 |                                                                   |
| 20 | Balatonfüred, hajógyár                                     | 1190, 1630, 1709, 1735 7351, 7356, 7357, 7661, 7671 |                                                                   |
| 21 | Aszófő, vasútállomás                                       | 1190, 1626, 1629, 1630, 1709, 1735, 1808, 1844 7356, 7357, 7671 személyvonat, sebesvonat, Kék Hullám sebesvonat | Aszófő vasútállomás                                               |
| 22 | Örvényes, autóbusz-váróterem                               | 1190, 1626, 1629, 1630, 1709, 1735, 1808 7356, 7357, 7671 |                                                                   |
| 23 | Balatonudvari, autóbusz-váróterem                          | 1190, 1626, 1629, 1630, 1709, 1735, 1808, 1844 7356, 7357, 7671 |                                                                   |
| 24 | Balatonudvari, Fövenyes autóbusz-váróterem                 | 1190, 1626, 1629, 1709, 1735, 1808 7356, 7357, 7671 |                                                                   |
| 25 | Balatonakali, bejárati út                                  | 1190, 1626, 1629, 1630, 1709, 1735, 1808, 1844 7356, 7357, 7671 |                                                                   |
| 26 | Zánka, Gyermekváros                                        | 1190, 1626, 1629, 1630, 1709, 1735, 1808, 1844 7356, 7357, 7367, 7671, 7706 |                                                                   |
| 27 | Zánka-Köveskál, vasútállomás bejárati út                   | 1190, 1626, 1629, 1630, 1709, 1735, 1808, 1844 7356, 7357, 7367, 7369, 7671, 7706 személyvonat, sebesvonat, Kék Hullám sebesvonat, gyorsvonat, Tekergő gyorsvonat | Zánka-Köveskál vasútállomás                                       |
| 28 | Balatonszepezd, vasúti megállóhely                         | 1190, 1626, 1629, 1630, 1709, 1735, 1808, 1844 7356, 7357, 7671 személyvonat, sebesvonat, Kék Hullám sebesvonat | Balatonszepezd megállóhely                                        |
| 29 | Révfülöp, vasútállomás                                     | 1190, 1626, 1629, 1630, 1709, 1735, 1808, 1844 7356, 7357, 7671, 7703, 7704, 7705, 7708, 7744, 7942 személyvonat, sebesvonat, Kék Hullám sebesvonat, gyorsvonat, Tekergő gyorsvonat | Révfülöp vasútállomás                                             |
| 30 | Balatonrendes, vasúti megállóhely                          | 1190, 1626, 1629, 1630, 1709, 1735, 1808, 1844 7357, 7708 személyvonat, sebesvonat, Kék Hullám sebesvonat | Balatonrendes megállóhely                                         |
| 31 | Ábrahámhegy, vasúti megállóhely                            | 1190, 1626, 1629, 1630, 1709, 1735, 1808, 1844 7357, 7707, 7708, 7709 személyvonat, sebesvonat, Kék Hullám sebesvonat | Ábrahámhegy megállóhely                                           |
| 32 | Badacsonytomaj, camping                                    | 1190, 1626, 1629, 1709, 1735, 1808, 1844 7357, 7707, 7708, 7709 |                                                                   |
| 33 | Badacsonytomaj, Badacsonyörs, posta                        | 1190, 1626, 1629, 1630, 1709, 1735, 1808 7357, 7707, 7708, 7709 személyvonat, sebesvonat, Kék Hullám sebesvonat | Badacsonyörs megállóhely                                          |
| 34 | Badacsonytomaj, községháza                                 | 1709 7357, 7707, 7708, 7709 |                                                                   |
| 35 | Badacsonytomaj, felső                                      | 1709 7357, 7707, 7708, 7709 |                                                                   |
| 36 | Köbölkút, vadtelep                                         | 1709 7357, 7707, 7708, 7709 |                                                                   |
| 37 | Nemesgulács, élelmiszerbolt                                | 1709 7357, 7707, 7708, 7709, 7711, 7836 |                                                                   |
| 38 | Nemesgulács, Vasút utca 3.                                 | 1709 7357, 7708, 7709, 7711, 7836 |                                                                   |
| 39 | Kisapáti, autóbusz-váróterem                               | 1709 7357, 7708, 7709, 7711, 7836 |                                                                   |
| 40 | Kisapáti, Kossuth út 99                                    | 1709 7357, 7709, 7711, 7836 |                                                                   |
| 41 | Diskamajor                                                 | 1709 7357, 7709, 7711, 7836 |                                                                   |
| 42 | Ürgelyuk                                                   | 7708, 7709, 7711, 7836 |                                                                   |
| 43 | Tapolca, SPAR                                              | 1 1212, 1625, 1709, 1732, 1733, 1736, 1738 6364, 7357, 7369, 7370, 7371, 7704, 7707, 7708, 7709, 7711, 7742, 7942 |                                                                   |
| 44 | Tapolca, autóbusz-állomás végállomás                       | 1212, 1224, 1569, 1593, 1621, 1623, 1625, 1627, 1628, 1664, 1709, 1727, 1732, 1733, 1736, 1738 6350, 6361, 6364, 7356, 7357, 7369, 7370, 7371, 7700, 7701, 7703, 7704, 7705, 7706, 7707, 7708, 7709, 7710, 7711, 7721, 7722, 7730, 7736, 7742, 7757, 7836, 7942 |                                                                   |